# Rolf Yelseth
Rolf Harold Yelseth (ur. 25 lutego 1914 w Durbanie, zm. w 1968 tamże) – południowoafrykański gimnastyk, uczestnik Igrzysk Olimpijskich w 1952 w Helsinkach. Na igrzyskach olimpijskich zajął 171. miejsce w wieloboju gimnastycznym. Najlepszym wynikiem w pojedynczej konkurencji była 127. lokata w ćwiczeniach na kółkach.